# Црнузи
Црнузи је насеље у Србији у општини Прибој у Златиборском округу. Према попису из 2022. било је 820 становника.

## Демографија
У насељу Црнузи живи 338 пунолетних становника, а просечна старост становништва износи 35,2 година (34,2 код мушкараца и 36,2 код жена). У насељу има 134 домаћинства, а просечан број чланова по домаћинству је 3,32.
Ово насеље је углавном насељено Србима (према попису из 2002. године).
|  |

| Демографија | Демографија | Демографија |
| Година      | Становника  | Становника  |
| ----------- | ----------- | ----------- |
| 1948.       | 383         |             |
| 1953.       | 380         |             |
| 1961.       | 472         |             |
| 1971.       | 383         |             |
| 1981.       | 515         |             |
| 1991.       | 434         | 433         |
| 2002.       | 445         | 460         |

| Етнички састав према попису из 2002.‍ | Етнички састав према попису из 2002.‍ | Етнички састав према попису из 2002.‍ | Етнички састав према попису из 2002.‍ | Етнички састав према попису из 2002.‍ |
| ------------------------------------ | ------------------------------------ | ------------------------------------ | ------------------------------------ | ------------------------------------ |
|                                      |                                      |                                      |                                      |                                      |
| Срби                                 | Срби                                 |                                      | 314                                  | 70,56%                               |
| Бошњаци                              | Бошњаци                              |                                      | 102                                  | 22,92%                               |
| Муслимани                            | Муслимани                            |                                      | 25                                   | 5,61%                                |
| Црногорци                            | Црногорци                            |                                      | 3                                    | 0,67%                                |
| Хрвати                               | Хрвати                               |                                      | 1                                    | 0,22%                                |
| непознато                            | непознато                            |                                      | 0                                    | 0,0%                                 |

| Година пописа     | 1948. | 1953. | 1961. | 1971. | 1981. | 1991. | 2002. |
| ----------------- | ----- | ----- | ----- | ----- | ----- | ----- | ----- |
| Број домаћинстава | 73    | 75    | 92    | 77    | 119   | 111   | 134   |

| Број чланова      | 1  | 2  | 3  | 4  | 5  | 6  | 7 | 8 | 9 | 10 и више | Просек |
| ----------------- | -- | -- | -- | -- | -- | -- | - | - | - | --------- | ------ |
| Број домаћинстава | 19 | 23 | 29 | 37 | 13 | 11 | 2 | 0 | 0 | 0         | 3,32   |

| Пол    | Укупно | Неожењен/Неудата | Ожењен/Удата | Удовац/Удовица | Разведен/Разведена | Непознато |
| ------ | ------ | ---------------- | ------------ | -------------- | ------------------ | --------- |
| Мушки  | 181    | 58               | 111          | 10             | 2                  | 0         |
| Женски | 174    | 35               | 114          | 21             | 4                  | 0         |
| УКУПНО | 355    | 93               | 225          | 31             | 6                  | 0         |

| Пол    | Укупно                    | Пољопривреда, лов и шумарство | Рибарство                            | Вађење руде и камена | Прерађивачка индустрија       |
| ------ | ------------------------- | ----------------------------- | ------------------------------------ | -------------------- | ----------------------------- |
| Мушки  | 51                        | 3                             | 0                                    | 0                    | 29                            |
| Женски | 29                        | 0                             | 0                                    | 0                    | 7                             |
| УКУПНО | 80                        | 3                             | 0                                    | 0                    | 36                            |
| Пол    | Производња и снабдевање   | Грађевинарство                | Трговина                             | Хотели и ресторани   | Саобраћај, складиштење и везе |
| Мушки  | 0                         | 3                             | 7                                    | 1                    | 3                             |
| Женски | 1                         | 0                             | 4                                    | 0                    | 3                             |
| УКУПНО | 1                         | 3                             | 11                                   | 1                    | 6                             |
| Пол    | Финансијско посредовање   | Некретнине                    | Државна управа и одбрана             | Образовање           | Здравствени и социјални рад   |
| Мушки  | 0                         | 0                             | 1                                    | 2                    | 2                             |
| Женски | 0                         | 0                             | 1                                    | 4                    | 9                             |
| УКУПНО | 0                         | 0                             | 2                                    | 6                    | 11                            |
| Пол    | Остале услужне активности | Приватна домаћинства          | Екстериторијалне организације и тела | Непознато            | Непознато                     |
| Мушки  | 0                         | 0                             | 0                                    | 0                    | 0                             |
| Женски | 0                         | 0                             | 0                                    | 0                    | 0                             |
| УКУПНО | 0                         | 0                             | 0                                    | 0                    | 0                             |